# Meidzsi-kor

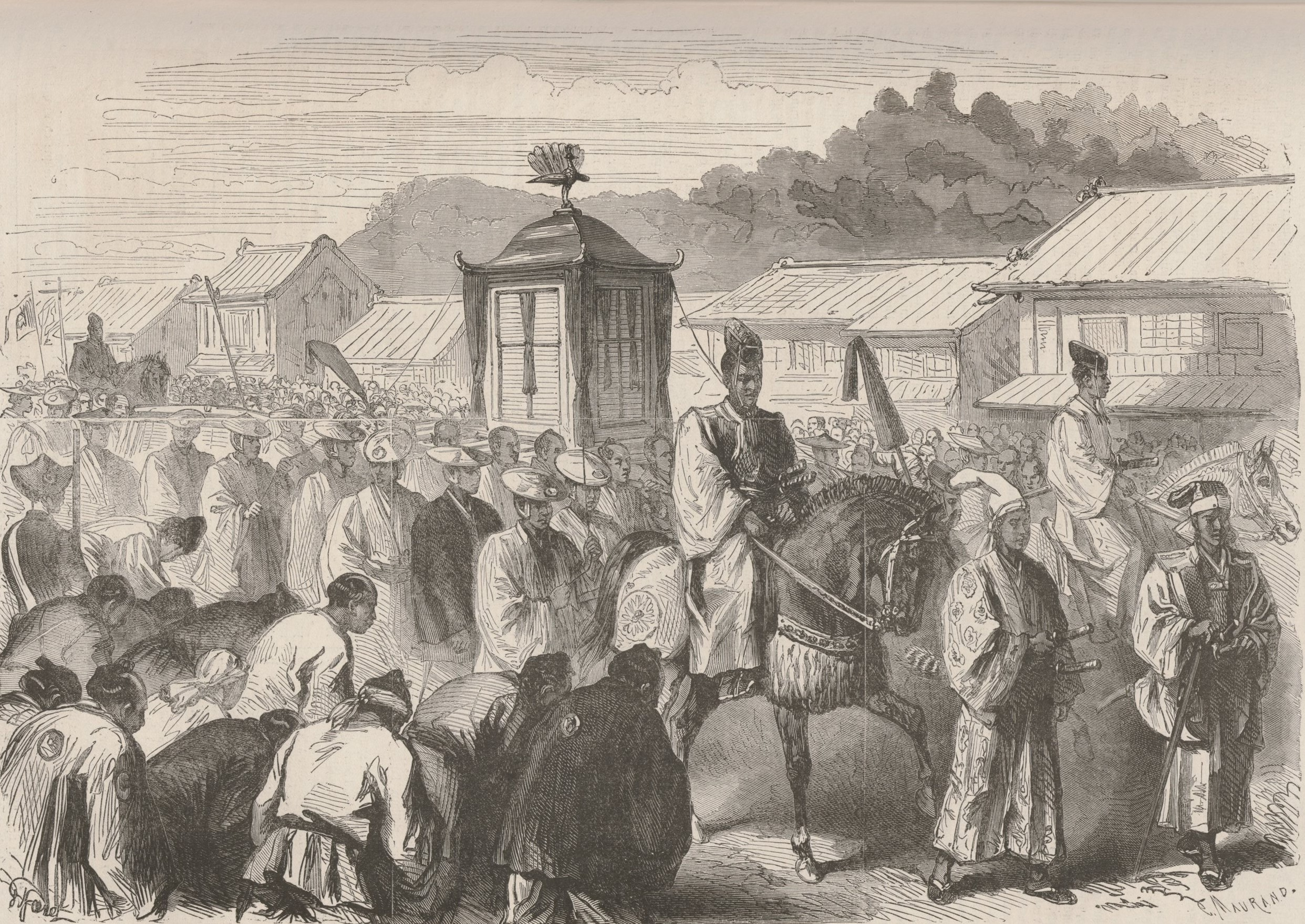
Meidzsi császár bevonul Tokióba

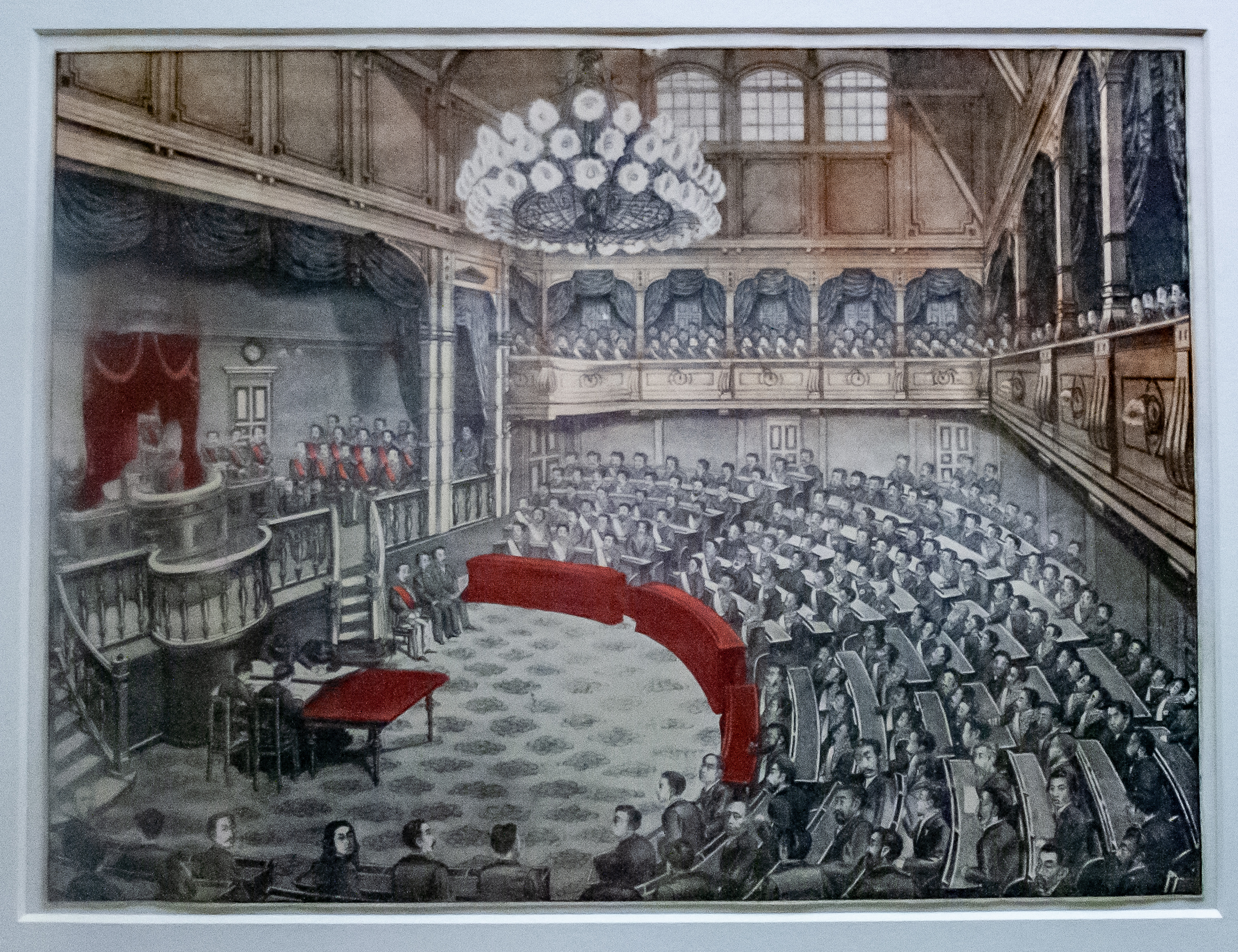
Az európai mintára létrehozott japán parlament első ülése 1890-ben

A Meidzsi-kor (明治時代, Meidzsi dzsidai) a japán történelem korszaka (1868–1912) az Edo-kort követően, amelynek során az addig a világtól elzárkózó Japán nyugati mintájú modernizációba kezdett. Felszámolták a sógunok addigi hatalmát és alkotmányos formában restaurálták a császári hatalmat.

## Meidzsi-restauráció
A Meidzsi-kor a Tokugava-bakufu gazdasági és erkölcsi összeomlásával, a Tokugavákkal ellenséges vidéki klánok fiatal hivatalnok-szamurájainak szervezkedésével kezdődött. A Matthew C. Perry amerikai sorhajókapitány által kikényszerített nyitás a külföld felé leleplezte a bakufu és az ország gyengeségét, ez pedig a modernizálás gondolatának elfogadására késztette az új politikai tényezőket, amelyek legitimitásukat az 1867-ben trónra kerülő Mucuhito császár 'felvilágosult uralmának' (meidzsi) „visszaállításából” merítették. Államvallássá tették a sintót, a daimjóktól elvették birtokaikat, új (prefekturális) közigazgatási és adórendszert, általános hadkötelezettséget vezettek be (a szamurájok kasztjának vége), az ország polgári alkotmányt kapott, létrejött a parlament, politikai pártok alakultak.

## Története
A terjeszkedési politika és a nagyhatalmi törekvés a győzedelmes kínai–japán háborúhoz (1894–95), orosz–japán háborúhoz (1904–05) és Korea annektálásához (1910) vezetett. Japán elmaradott, feudális agrárállamból ipari-agrár állammá lett. Kialakultak az első zaibacuk (ipari konglomerátumok), elterjedtek a nyugati termelési eljárások és a nyugati öltözködés. Számos nyugati jövevényszó került ekkoriban a japán nyelvbe. A korszakot az irodalomban olyan nevek fémjelzik, mint Higucsi Icsijó, Tajama Katai, Nacume Szószeki, Nagai Kafú, Maszaoka Siki, az építészetben megjelent a sohasem látott nyugati jelleg, a historizáló és szecessziós stílus (Akaszaka palota, Glover Mansion, Japán Bank, Rokumeikan), a festészetben az immár ukijo-e motívumokkal is gazdagodott impresszionizmus (Kuroda Szeiki).
A Meidzsi-kor jogi szempontból is megújulást hozott. Eltűnt a jogilag pontosan meghatározott rendi hierarchia, megjelentek az alanyi jogok, és megindult a japán jog nyugatiasodása, amelynek során a feudalizmus helyét a demokrácia vette át. Ezekben az időkben több kisebb demokrata csoport is követelte Japán köztársasággá válását, és számukra a porosz jellegű alkotmány nem volt kielégítő. Az ekkor kifejlődött japán jogot a francia gondolkodásmód jellemzi, és a Meidzsi-restauráció után jelentős német behatás is érte azt. 1882-ben alkották meg francia mintára a büntető törvénykönyvet és a büntető perrendtartást, 1890-ben fogadták el a bírósági szervezetet szabályozó törvényt, 1891-ben készült el német mintára a polgári törvénykönyv, 1899-ben pedig létrehozták a kereskedelmi törvénykönyvet. A polgári, porosz mintájú új alkotmányt 1889-ben adták ki.